# Liste des ambassadeurs d'Allemagne en Estonie
L’ambassadeur d'Allemagne en Estonie est le représentant légal le plus important d'Allemagne auprès du gouvernement estonien. L'ambassade se situe à Tallinn.

## Ambassadeurs successifs

### Ambassadeur du Reich
| Début | Fin  | Ambassadeur            | Observations |
| ----- | ---- | ---------------------- | ------------ |
| 1919  | 1921 | Fritz Henkel           | Vice-consul  |
| 1921  | 1923 | Werner Otto von Hentig | -            |
| 1923  | 1924 | Bruno Wedding          | Envoyé       |
| 1924  | 1925 | Hans Ludwig Moraht     | Envoyé       |
| 1925  | 1928 | Wolfgang Frank         | Envoyé       |
| 1928  | 1932 | Erich Schroetter       | Envoyé       |
| 1932  | 1936 | Otto Reinebeck         | Envoyé       |
| 1936  | 1940 | Hans Frohwein          | Envoyé       |

### Ambassadeur de la République fédérale d'Allemagne
| Début             | Fin             | Ambassadeur                | Observations |
| ----------------- | --------------- | -------------------------- | ------------ |
| 2 septembre 1991  | 22 octobre 1995 | Henning von Wistinghausen  | -            |
| 25 octobre 1995   | 1er août 1999   | Bernd Mützelburg           | -            |
| 23 août 1999      | 6 juillet 2002  | Gerhard Enver Schrömbgens  | -            |
| 26 juin 2002      | 20 juin 2005    | Jürgen Dröge               | -            |
| 4 août 2005       | 19 juin 2009    | Julius Bobinger            | -            |
| 16 septembre 2009 | 29 juillet 2011 | Martin Hanz                | -            |
| 28 septembre 2011 | 8 août 2015     | Christian Matthias Schlaga | -            |
| 8 septembre 2015  | en cours        | Christoph Eichhorn         | -            |

## Sources
- (de) Cet article est partiellement ou en totalité issu de l’article de Wikipédia en allemand intitulé « Liste der deutschen Botschafter in Estland » (voir la liste des auteurs).